# SOUD
Il Sistema di calcolo combinato dei dati sul nemico (in russo Система объединённого учёта данных о противнике?, Sistema ob"edinënnogo učëta dannych o protivnike) o SOUD (СОУД) è stato un sistema computerizzato di Signal Intelligence creato nel 1979 dall'Unione Sovietica e dai paesi del Patto di Varsavia, ad eccezione della Repubblica Socialista di Romania.

## Storia
Negli anni settanta, la comunità del blocco orientale discusse sulla necessità di creare un sistema computerizzato per la gestione e la condivisione di informazioni tra le agenzie di spionaggio degli Stati socialisti, in modo da poter rafforzare la sicurezza reciproca e contrastare lo spionaggio occidentale.

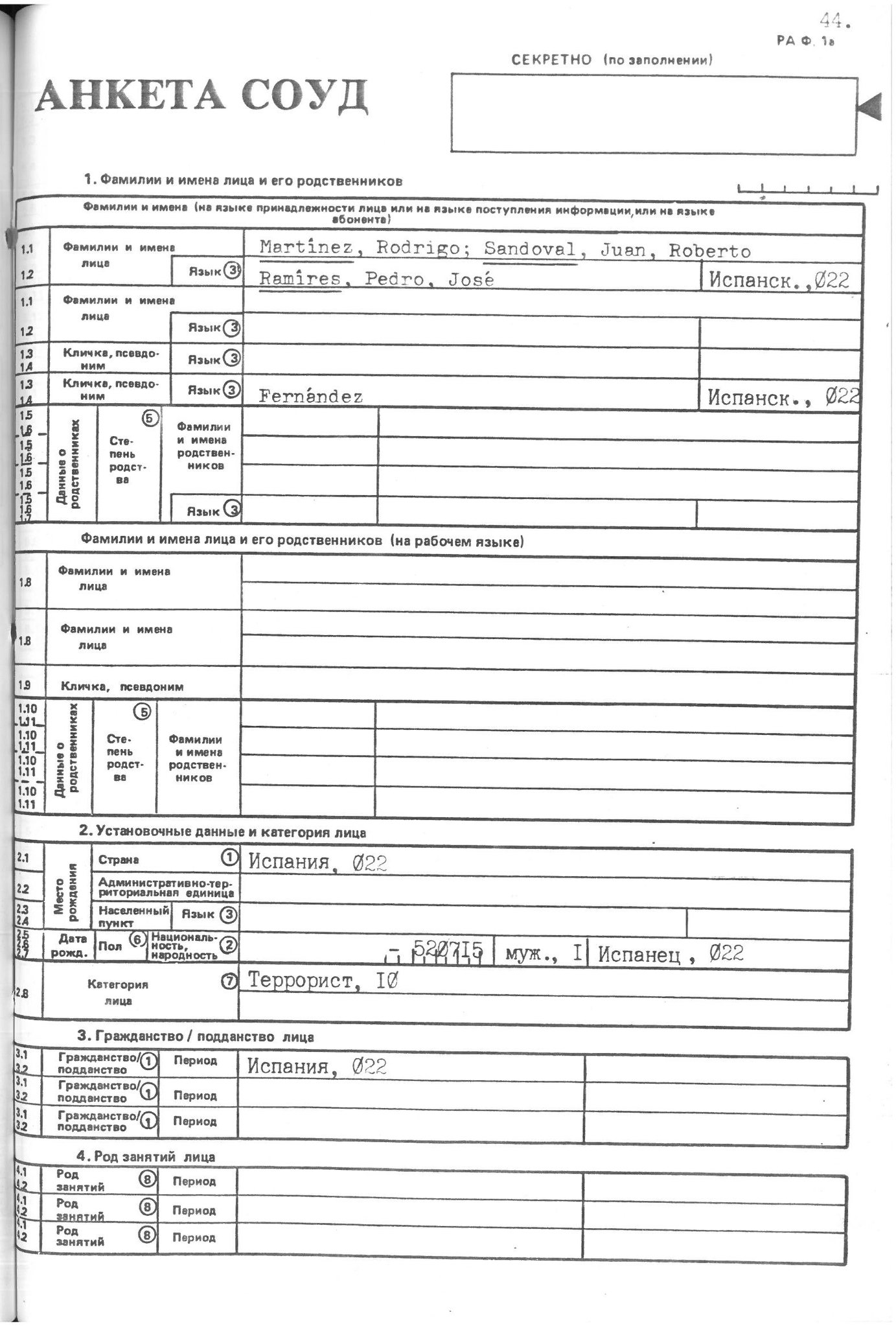
Il modulo di domanda per il sistema SOUD

L'accordo sulla creazione del SOUD fu firmato nel 1977 da parte dei paesi del Patto di Varsavia, mentre il sistema fu realizzato nel 1979 alla vigilia delle Olimpiadi di Mosca del 1980 per prevenire possibili atti terroristici contro atleti e ospiti stranieri. La realizzazione del SOUD avvenne in più fasi ed in base alle politiche e alle tecnologie delle parti contraenti: fu creato un registro dei dati di soggetti già schedati dalle intelligence, quindi posto temporaneamente sotto il controllo completo del Komitet gosudarstvennoj bezopasnosti (KGB) del Consiglio dei Ministri dell'URSS e successivamente in un centro di calcolo speciale per il SOUD. La realizzazione della rete era inizialmente a carico della sola Unione Sovietica, ma in seguito i costi di mantenimento furono ripartiti tra gli Stati membri e dal 1982 iniziò il dialogo multilaterale tra il KGB e le altre agenzie di spionaggio alleate.
Il progetto era ampiamente sostenuto dal Ministero per la Sicurezza di Stato della Repubblica Democratica Tedesca, che mise a disposizione un centro di calcolo a Berlino Est gestito dall'Hauptverwaltung Aufklärung, il servizio per l'intelligence estera. Tuttavia, il SOUD si rivelò inefficiente a causa di problemi tecnici, della crescente riluttanza dei Paesi membri a condividere i propri dati globalmente preferendo gli scambi bilaterali.
Dopo la riunificazione della Germania nel 1990, il centro di calcolo di Berlino Est passò dalla Stasi al servizio di intelligence della Germania occidentale Bundesnachrichtendienst (BND), a causa del quale il SOUD perse metà delle sue capacità di elaborazione dei dati. Durante i processi contro gli ex dirigenti della RDT, molti furono accusati di aver diffuso tramite il SOUD delle informazioni sensibili sulla BND e sulla Repubblica Federale Tedesca.
Dopo la dissoluzione dell'Unione Sovietica nel 1991, le parti rimanenti del SOUD furono riorganizzate in un nuovo sistema di intelligence federale russo, gestito dal GRU e dal FAPSI. Il sistema riuniva inizialmente tutti i sistemi di intelligence elettronica in Russia e in alcuni paesi della CSI, il centro elettronico russo di Lourdes (Cuba), una base di intercettazione radio vicino all'aeroporto di Cam Ranh (Vietnam) e le apparecchiature radio speciali in consolati e ambasciate della Russia. Nel 2002 il presidente Vladimir Putin ha chiuso le basi come strumenti d'intercettazione citando i costosi interventi di manutenzione. I critici sostengono che il loro mantenimento equivale a spese insignificanti per il bilancio militare.

## Descrizione
Il SOUD raggruppava tutti i mezzi per la ricognizione elettronica e spaziale di URSS, Bulgaria, Ungheria, Polonia, Cecoslovacchia, Germania orientale, Vietnam, Mongolia e Cuba. In base al trattato del 1977, le parti contraenti si impegnavano a fornire al SOUD le informazioni raccolte sul nemico nel modo più completo e dettagliato possibile. Al progetto aderivano gli organi competenti in ciascuno Stato per lo spionaggio e la sicurezza nazionale, dotati di "unità di interazione con il SOUD" e con rappresentanti nei centri di calcolo di Mosca e Berlino Est.
L'adesione al sistema SOUD era possibile soltanto ai servizi d'intelligence degli Stati socialisti e avveniva soltanto con il consenso di tutti i Paesi membri.
Le informazioni raccolte venivano inviate per l'analisi e l'elaborazione a due principali centri di calcolo. L'URSS controllava l'accesso al sistema (tramite la 16ª direzione del KGB e dalla 6ª direzione del GRU) e la lingua per l'input era il russo. I database contenevano dossier su chiunque fosse stato ritenuto come una potenziale minaccia per l'URSS o i Paesi del Patto, ed erano accessibili soltanto agli alti funzionari dell'intelligence dei paesi del Patto di Varsavia. Inoltre, una richiesta di informazioni su qualsiasi argomento doveva essere sottoposta ai rappresentanti del KGB nelle agenzie nazionali e veniva elaborata dal SOUD in un massimo di 4 ore. I dati ottenuti non potevano essere scambiati e diffusioni con organizzazioni statali esterne al SOUD.
I dossier raccolti non riguardavano soltanto spie e agenti occidentali, ma anche membri di gruppi sionisti, emigranti ostili, chiese e altre organizzazioni, diplomatici dei Paesi della NATO, del Giappone e della Cina che lavoravano negli Stati socialisti, nonché giornalisti occidentali ed economisti.
Circa un quarto delle informazioni del SOUD provenivano dagli archivi della Stasi e riguardavano i "dipendenti e agenti dei servizi segreti opposti", prevalentemente agenti del BND, con nomi fittizi e reali.